# Benümb
I Benümb sono una band grindcore/power violence californiana nata nella San Francisco Bay Area nel 1994.

## Membri
- John Gotelli - batteria
- Dave Hogarth - chitarra
- Paul Ponitkoff - chitarra
- Pete Ponitkoff - voce
- Tim Regan - basso

## Discografia
- 1995 - split w/ Short Hate Temper 7" (Same Day Records)
- 1997 - split w/ Apartment 213 7" (Stenchasaurus Records)
- 1997 - split w/ Dukes Of Hazard 7" (Rape An Ape Records)
- 1997 - Gear In The Machine 7" (Relapse Records)
- 1998 - Soul Of A Martyr CD/LP (Relapse Records)
- 1998 - split w/ Suppression 7" (Monkeybite Magazine)
- 1999 - split w/ Bad Acid Trip 7" (X Agitate 96 X Records)
- 2000 - Withering Strands Of Hope CD/LP (Relapse Records)
- 2002 - split w/ Agoraphobic Nosebleed 7" (Relapse Records)
- 2002 - split w/ Pig Destroyer CD (Robotic Empire Records)
- 2003 - By Means Of Upheaval CD (Relapse Records)
- 2005 - split w/ Premonitions Of War CD (Thorp Records)

### Apparizioni
- 1997 - Bllleeeeaaauuurrrrgghhh! - A Music War 7" (Slap-A-Ham Records)
- 1997 - America In Decline LP/CD (Six Weeks Records)
- 1997 - El Guapo CD (Same Day Records/625 Records)
- 1997 - Fiesta Comes Alive LP/CD (Slap-A-Ham Records)
- 1997 - No Fate CD (H:G Fact Records)
- 1998 - Solid: Strip Mining The Underground Since 1990 CD (Relapse Records)
- 1998 - Hard Sound Part 1 CD (Trainwreck Records)
- 1998 - Contamination MCMXCVIII CD (Relapse Records)
- 1999 - Accidental Double Homicide Vol. 4 2x7" (Satan's Pimps Records)
- 1999 - Reality Part 3 CD/LP (Deep Six Records)
- 1999 - Relapse Sampler CD (Relapse Records)
- 1999 - Contaminated 1999 CD (Relapse Records)
- 2000 - Barbaric Thrash Detonation CD + 7" (625 Records)
- 2000 - Contaminated 3.0 2xCD (Relapse Records)
- 2000 - Hurt Your Feelings CD (Six Weeks Records)
- 2000 - Menus With Manpower CD (KDVS Records)
- 2003 - Contaminated 5.0 2xCD (Relapse Records)
- 2001 - Transcendental Maggot CD (Meconium Records)